# احتجاب

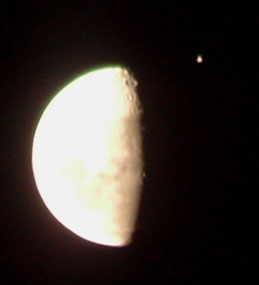
المشتري (الجرم المشرق في أعلى اليمين) قبل دقائق قليلة من إحتجابة خلف القمر في 16 يونيو 2005

الاحتجاب أو الاستتار أو الاختفاء في علم الفلك هو أن يحجب جرم سماوي جرما سماويا آخر، ويحدث الاحتجاب عندما يمر الجرم السماوي أمام جرم آخر من منظور المراقب. ولا يحدث الاحتجاب بين النجوم بالطبع لأنها ثابتة فهناك خمس كواكب بالإضافة إلى الشمس والقمر هي الأجرام الـ7 الوحيدة التي تحجب أجراما أخرى أو تحجب بعضها البعض. ولا يمكن أن تحجب هذه الأجرام الـ7 أي واحد من نجوم السماء بل فقط بعض النجوم التي تتبع كوكبات في منطقة معينة. وذلك لأن جميع هذه الأجرام تتحرك في جزء معين من السماء يسمى «دائرة البروج» فأي كوكبة تمر فيها هذه الأجرام في وقت من السنة تسمى بالـ«برج». يوجد 13 برج في السماء لا يمكن أن تحتجب أي نجوم لا تقع في هذه الأبراج وهي:
- برج الحوت.
- برج الحمل.
- برج الثور.
- برج التوأمين.
- برج السرطان.
- برج الأسد.
- برج العذراء.
- برج الميزان.
- برج العقرب.
- برج الحواء.
- برج الرامي.
- برج الجدي.
- برج الدلو.

## حجب القمر والكواكب للأجرام الأخرى

### الاحتجاب القمري

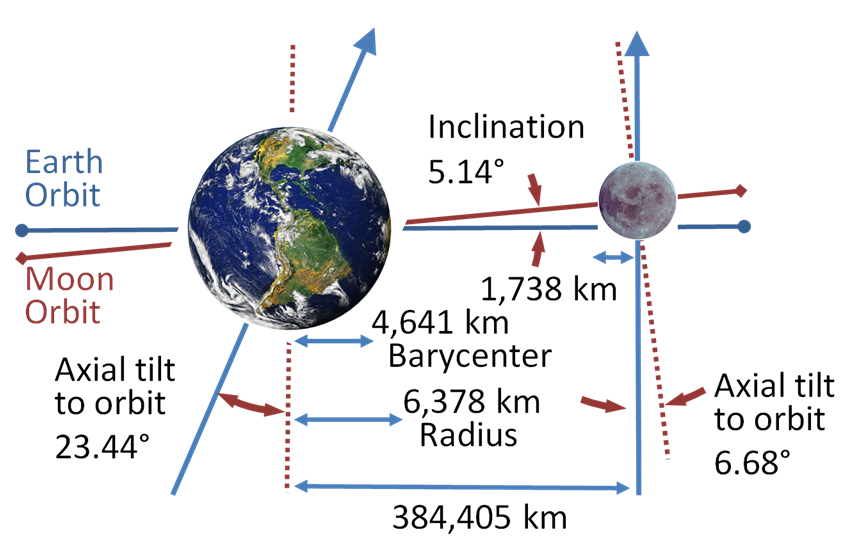
يميل مدار القمر بنسبة 5.14 درجة إلى دائرة الكسوف.

إن حجب القمر لجرم آخر هو أمر شائع وكثير الحدوث نظرا للحجم الكبير للقمر. لكن وبما أن الكواكب تبدو بأحجام النجوم تقريباً من الأرض فهي نادرا جداً ما تحجب أحد النجوم. لكن ما يحدث كثيراً نسبياً هو أن يحجب القمر أحد الكواكب. غالباً ما يحجب القمر بضعة أجرام في السنة الواحدة من الممكن أن يحجب عنقود الثريا أو نجم قلب العقرب. مثلاً.
يشق القمر طريقه في رقعة بعرض نصف درجة عبر النجوم منتقلاً بسرعة زاويّة أكثر من 13° كل يوم. ويختلف المسار الدقيق من مدار إلى آخر، غير أنه يكون دائماً ضمن حزمة خمس درجات. ويحدث الاحتجاب القمري عندما يتوارى أحد النجوم الواقعة ضمن هذه الحزمة خلف حافة قرص القمر. ونظراً لغياب الغلاف الجوي الواضح للقمر، ولأن معظم النجوم لها أقطار ظاهرية يمكن إهمالها، تقع معظم حوادث الاحتجاب بشكل مفاجئ جداً. وقد لا تختفي بعض النجوم ذات الأقطار الظاهرية الكبيرة بشكل آني، غير أنها تبدو أنها تخبو في جزء من الثانية. وتتمثل مهمة مراقب الاحتجاب بالتسجيل الدقيق لوقت تواري النجم أو عودة ظهورة من خلف القمر.

### الاحتجاب الكوكبي
أما الكواكب فمن احتجاباتها التي تتكرر كل بضعة عقود حجب كوكب الزهرة لنجم المليك (قلب الأسد). عموماً هناك ثلاثة من ألمع نجوم دائرة البروج هي من أكثر النجوم التي يتم حجبها وهي: نجم المليك وقلب العقرب والسماك الأعزل. أما نجم الدبران - ألمع نجوم كوكبة الثور - فهو بعيد عن مدارات الكواكب لكن من المحتمل أن يحجبه القمر فقط. أما نجم رأس التوأم المؤخر (ألمع نجوم كوكبة التوأمين بقدر ظاهري يبلغ +1.08±0.02) فمن المستبعد كثيراً أن يحجبه القمر أو الكواكب حالياً.
من الممكن أيضاً أن تحجب الكواكب بعضها البعض لكن هذا النوع من الاحتجاب نادرٌ جداً. آخر احتجاب من هذا النوع كان قبل قرنين تقريباً، ففي يوم 3 من شهر كانون الثاني (يناير) في عام 1818م حين حجب كوكب الزهرة المشتري. والاحتجاب التالي من هذا النوع سيكون في يوم 22 من شهر تشرين الثاني (نوفمبر) في عام 2065م وسوف يحتجب نفس الكوكبين الذين احتجبا قبل قرنين. أي أن هناك فجوة تبلغ قرنين ونصف بين الاحتجابين فهذه الاحتجابات نادرة جداً.
أيضاً تحدث أحياناً احتجابات بين أقمار الكواكب لكنها بحاجة لتلسكوبات لرصدها.

## الاحتجاب المضاعف
من الممكن أحياناً أن يقوم القمر بحجب عدة أجرام سماوية في نفس الوقت. ولكن هذا حدث نادرٌ جداً وحتى عندما يحدث فلا يمكن رؤيته إلا من جزء صغير من كوكب الأرض. آخر احتجاب من هذا النوع كان في يوم 23 من شهر نيسان (أبريل) في عام 1998م عندما حجب القمر كوكبي المشتري والزهرة وقد كان بالإمكان رؤية الاحتجاب فقط من جزيرة أسينشين النائية في وسط المحيط الأطلسي.

## الاحتجابات خارج النظام الشمسي
الاحتجابات ليست مجرد منظر جميل بل لها فوائد. فواحدة من الطرق التي تُستخدم لاكتشاف الكواكب خارج نظامنا الشمسي هي رصد الكوكب عند مروره أمام نجمه. وقد اكتشفت العديد من الكواكب بهذه الطريقة لكن مشكلتها أنه يجب أن يكون حجم الكوكب كبيراً حتى يُلاحظَ عند عبوره أمام نجمه. أيضاً يجب الترقب لمدة طويلة وربما يكون مدار الكوكب بعيداً عن نجمه وبالتالي تستغرق دورته مدة طويلة ويجب أنتظار وقتٍ طويل إلى أن يمر أمام النجم. كما أنه من الممكن أن يكون مداره منحرفاً عن الجهة التي ننظر منها من الأرض بحيث لا نراه يمر أمام النجم أبداً.

## احتجابات الكواكب ما بين عامي 1800 و2100
| اليوم          | الوقت | الكوكب الحَاجب | الجرم المحجوب         | الامتداد    |
| -------------- | ----- | ------------- | --------------------- | ----------- |
| 9 ديسمبر 1802  | 07:36 | عطارد         | نجم العقرب            | 16,2ْ غرباً   |
| 9 ديسمبر 1808  | 20:34 | عطارد         | زحل                   | 20,3° غرباً  |
| 22 ديسمبر 1810 | 06:32 | الزهرة        | الرامي إكس آي - 2     | 11,1° شرقاً  |
| 3 يناير 1818   | 21:52 | الزهرة        | المشتري               | 16,5° غرباً  |
| 11 يوليو 1825  | 09:10 | الزهرة        | دلتا الثور            | 44,4° غرباً  |
| 11 يوليو 1837  | 12:50 | عطارد         | إيتا التوأمين         | 17,8° غرباً  |
| 9 مايو 1841    | 19:35 | الزهرة        | الثور 17              | 9,2° شرقاً   |
| 27 سبتمبر 1843 | 18:00 | الزهرة        | نجم الزاوية           | 3,2° غرباً   |
| 16 ديسمبر 1850 | 11:28 | عطارد         | نجم القوس             | 10,2° شرقاً  |
| 22 مايو 1855   | 05:04 | الزهرة        | نجم المبسطة           | 37,4° شرقاً  |
| 30 يونيو 1857  | 00:25 | زحل           | نجم الوسط             | 8,4° شرقاً   |
| 5 ديسمبر 1865  | 14:20 | عطارد         | نجم القوس             | 21,0° شرقاً  |
| 28 فبراير 1876 | 05:13 | المشتري       | نجم العقرب            | 97,6° غرباً  |
| 7 يونيو 1881   | 20:54 | عطارد         | نجم المبسطة           | 21,2° شرقاً  |
| 9 ديسمبر 1906  | 17:40 | الزهرة        | نجم العقرب            | 14,9° غرباً  |
| 27 يوليو 1910  | 02:53 | الزهرة        | إيتا التوأمين         | 31,0° غرباً  |
| 16 ديسمبر 1937 | 18:38 | عطارد         | أوميكرون الرامي       | 11,6° شرقاً  |
| 10 يونيو 1940  | 02:21 | عطارد         | نجم المبسطة           | 20,1° شرقاً  |
| 25 أكتوبر 1947 | 01:45 | الزهرة        | نجم الزبن الجنوبي     | 13,5° شرقاً  |
| 7 يوليو 1959   | 14:30 | الزهرة        | نجم المليك            | 44,5° شرقاً  |
| 27 سبتمبر 1965 | 15:30 | عطارد         | نجم الزاوية           | 2.6° غرباً   |
| 13 مايو 1971   | 20:00 | المشتري       | نجم العقرب (مع رفيقه) | 169,5° غرباً |
| 8 أبريل 1976   | 01:00 | المريخ        | نجم المبسطة           | 81,3° شرقاً  |
| 17 أكتوبر 1981 | 14:27 | الزهرة        | سغما الرامي           | 47,0° شرقاً  |
| 19 أكتوبر 1984 | 01:32 | الزهرة        | نجم القوس             | 39,2° شرقاً  |
| 4 ديسمبر 2015  | 16.14 | عطارد         | ثيتا الحواء           | 9,6° شرقاً   |
| 17 فبراير 2035 | 15:19 | الزهرة        | نجم البلطة            | 42,1° غرباً  |
| 1 أكتوبر 2044  | 22:00 | الزهرة        | نجم المليك            | 38,9° غرباً  |
| 23 فبراير 2046 | 19:24 | الزهرة        | كابا الرامي           | 45,4° غرباً  |
| 10 نوفمبر 2052 | 07:20 | عطارد         | نجم الزبن الجنوبي     | 2,8° غرباً   |
| 22 نوفمبر 2065 | 12:45 | الزهرة        | مشتري                 | 7,9° غرباً   |
| 15 يوليو 2067  | 11:56 | عطارد         | نبتون                 | 18,4° غرباً  |
| 10 أغسطس 2069  | 20.25 | الزهرة        | نجم زاوية العذراء     | 38,4° شرقاً  |
| 3 أكتوبر 2078  | 22:00 | مريخ          | ثيتا الحواء           | 71,4° شرقاً  |
| 11 أغسطس 2079  | 01:30 | عطارد         | مريخ                  | 11,3° غرباً  |
| 27 أكتوبر 2088 | 13:43 | عطارد         | مشتري                 | 4,7° غرباً   |
| 7 أبريل 2094   | 10:48 | عطارد         | مشتري                 | 1,8° غرباً   |

## روابط خارجية
- الأحداث القادمة لأحتجاب الكوكيبات
- الجمعية الدولية لتسجيل جدول مواعيد أحداث الاحتجابات
- مناقشة مختصرة حول أحتجاب الكوكيبات

## مصاد
1. ↑  معجم مصطلحات الفيزياء (بالعربية والإنجليزية والفرنسية)، دمشق: مجمع اللغة العربية بدمشق، 2015، ص. 325، OCLC:1049313657، QID:Q113016239
2. ↑  معجم الفيزيقا الحديثة (بالعربية والإنجليزية)، القاهرة: مجمع اللغة العربية بالقاهرة، ج. 2، 1986، ص. 210، OCLC:1044656322، QID:Q115526796
3. 1 2  عماد مجاهد (2011). معجم علوم الفضاء والفلك الحديث (بالعربية والإنجليزية). عَمَّان: دروب ثقافية للنشر والتوزيع. ص. 139. ISBN:978-9957-12-378-9. OCLC:782056884. QID:Q124000206.
4. ↑  أحمد شفيق الخطيب (2001). قاموس العلوم المصور: بالتعريفات والتطبيقات (بالعربية والإنجليزية) (ط. 1). بيروت: مكتبة لبنان ناشرون. ص. 505. ISBN:978-9953-10-218-4. OCLC:50131139. QID:Q124741809.
5. ↑  سائر بصمه جي (2017). القاموس الفلكي الحديث (بالعربية والإنجليزية) (ط. 1). بيروت: دار الكتب العلمية. ص. 330. ISBN:978-2-7451-3066-2. OCLC:1229995179. QID:Q124425203.
6. ↑  ألفريد فايجرت؛ هلموت تسمرمان (1990). الموسوعة الفلكية. ترجمة: عبد القوي عياد. مراجعة: محمد جمال الدين الفندي. القاهرة: دار الكتب والوثائق القومية. ص. 40. ISBN:978-977-01-2341-6. OCLC:929655791. QID:Q123996630.
7. ↑  أحمد رياض تركي، المحرر (1968)، المعجم العلمي المصور (بالعربية والإنجليزية)، القاهرة: الجامعة الأمريكية بالقاهرة، ص. 406، OCLC:18795017، QID:Q123644307
8. ↑  أحمد بن ظافر القرني؛ وائل جمال الدين عبد الرحمن (2011). الكوكب الوضاء في الطيران والفضاء (بالعربية والإنجليزية) (ط. 1). الرياض: جامعة الملك فهد للبترول والمعادن، مكتبة العبيكان. ص. 247. ISBN:978-603-503-100-4. OCLC:1291928690. QID:Q125118707.
9. ↑  Elizabeth Howell, Space.com Contributor (1 سبتمبر 2016). "What Is an Occultation". Astronomical Journal Vol. 73, p.233. مؤرشف من الأصل في 2019-07-25. اطلع عليه بتاريخ 2017-04-19. {{استشهاد ويب}}: |مؤلف= باسم عام (مساعدة)
10. ↑  "Occultations of bright stars by planets between 0 and 4000". مؤرشف من الأصل في 2016-03-04. اطلع عليه بتاريخ 2017-04-19.
11. ↑  بوابة التقد العلمي (ظاهرة الاحتجاب القمري) نسخة محفوظة 19 أبريل 2017 على موقع واي باك مشين. [وصلة مكسورة]
12. ↑  Lee، T. A. (أكتوبر 1970)، "Photometry of high-luminosity M-type stars"، Astrophysical Journal، ج. 162، ص. 217، Bibcode:1970ApJ...162..217L، DOI:10.1086/150648